# آپفلشتدت
آپفلشتدت (به آلمانی: Apfelstädt) یک منطقهٔ مسکونی در آلمان است که در Nesse-Apfelstädt واقع شده‌است. آپفلشتدت  ۱٬۴۳۳ نفر جمعیت دارد.